# ابوالوردی
ابوالوردی، روستایی از توابع بخش پاسارگاد شهرستان پاسارگاد در استان فارس کشور ایران است.دهیارروستا محمدرضامفتاحی

## جمعیت
این روستا در دهستان ابوالوردی قرار دارد و براساس سرشماری مرکز آمار ایران در سال ۱۳۹۵، جمعیت آن ۲۹۰۱ نفر (۱۱۰۰خانوار) بوده‌است.